# Landstorf (Aholfing)
Landstorf ist ein Gemeindeteil von Aholfing im niederbayerischen Landkreis Straubing-Bogen.

## Lage
Die Einöde liegt im Gäuboden etwa viereinhalb Kilometer südöstlich von Aholfing am rechten Ufer der Donau an der Kreisstraße SR 10 auf der Gemarkung Niedermotzing.

## Geschichte
1752 lag die Grundherrschaft beim Kloster Oberalteich.
Bis 1946 war Landstorf ein Ort der Gemeinde Atting, dann gehörte er zur Gemeinde Niedermotzing, die 1975 nach Aholfing eingemeindet wurde.